# Setra S 309 HD
De Setra S 309 HD is een touringcarmodel, geproduceerd door de Duitse busfabrikant Setra. Dit model bus is in 1992 geïntroduceerd. De bus is in 2001 uit productie gegaan en vervangen door de Setra S 411 HD.

## Inzet
Dit type bus wordt veelal ingezet bij touringcarbedrijven voor toerisme. In Nederland komt deze bus ook voor.
| Land      | Bedrijf              | Serie    | Aantal | Inzet    | Opmerking |
| --------- | -------------------- | -------- | ------ | -------- | --------- |
| Nederland | Doelen Coach Service | BL-DF-39 | 1      | Toerisme |           |

## Verwante bustypen

### ComfortClass
- S 315 GT - 12 meteruitvoering (2 assen)
- S 315 GT-HD - 12 meter verhoogde uitvoering (2 assen)
- S 317 GT-HD - 14 meter verhoogde uitvoering (3 assen)
- S 319 GT-HD - 15 meter verhoogde uitvoering (3 assen)

### TopClass
- S 312 HD - 10 meteruitvoer (2 assen)
- S 315 HD - 12 meteruitvoer (2 assen)
- S 315 HDH - 12 meter verhoogde uitvoering (2 assen)
- S 315 HDH-3 - 12 meter verhoogde uitvoering (3 assen)
- S 316 HDS - 13 meter verhoogde uitvoering (3 assen, dubbeldeks)
- S 317 HDH-3 - 14 meter verhoogde uitvoering (3 assen)
- S 328 DT - 12 meter dubbeldeks uitvoering (2 assen)